# 온센촌 (미야기현)
온젠촌(温泉村)은 1921년까지 미야기현 다마쓰쿠리군의 서부에 있던 정이다. 현재의 오사키시 나루코온천에 해당한다.

## 연혁
- 1889년 4월 1일 - 정촌제 시행과 함께 다마쓰쿠리군 온센촌이 성립하였다.
- 1921년 4월 10일 - 온센촌이 폐지되었고, 가와타비촌이 되었다.

## 교통

### 철도
- 철도성
  - 리쿠토 선